# Dapsilitas robustisoma
Dapsilitas robustisoma är en stekelart som beskrevs av Braet och Van Achterberg 2003. Dapsilitas robustisoma ingår i släktet Dapsilitas och familjen bracksteklar. Inga underarter finns listade i Catalogue of Life.